# Bereich Mansfelder Seen

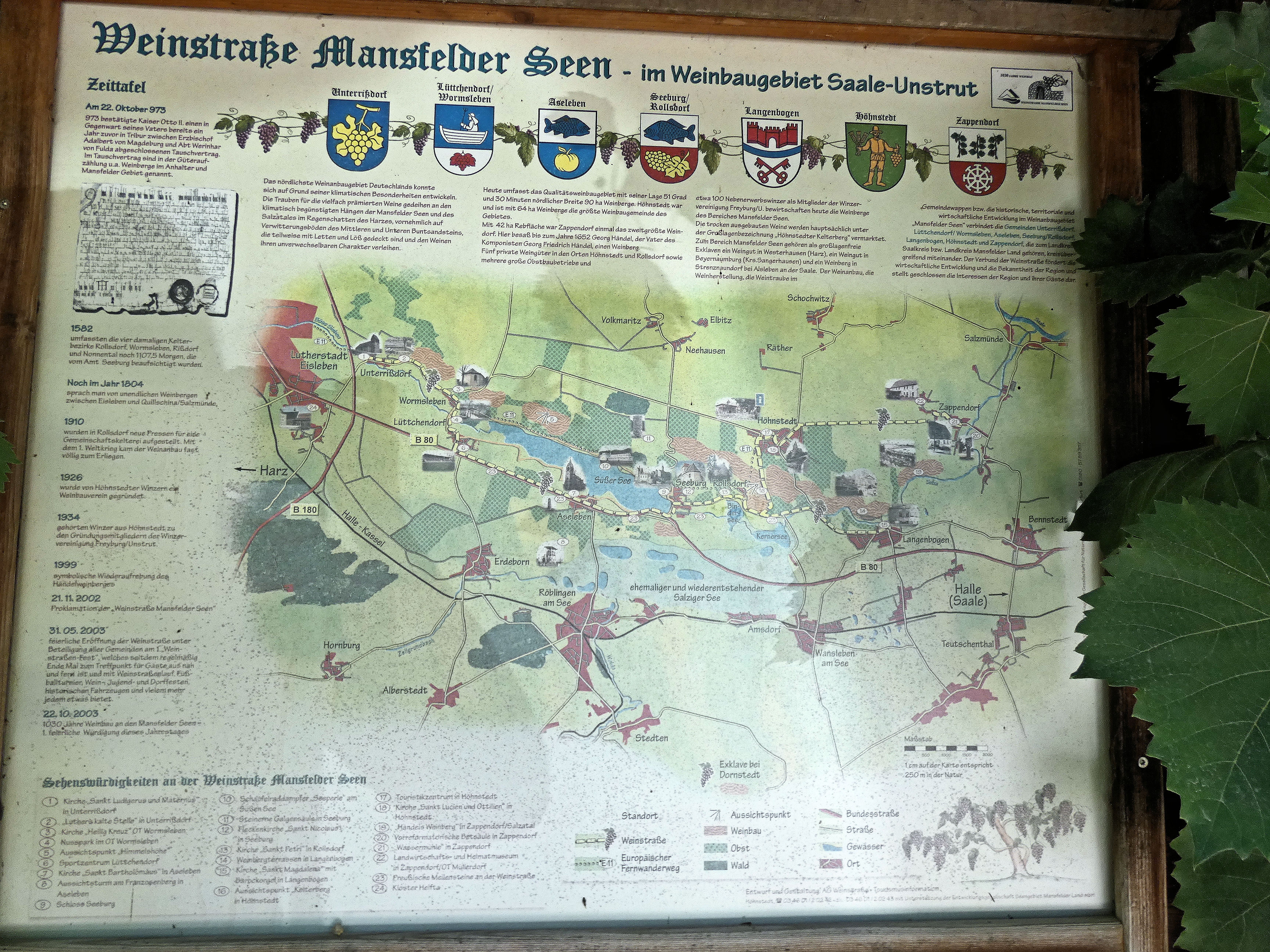
Infotafel Weinstraße Mansfelder Seen

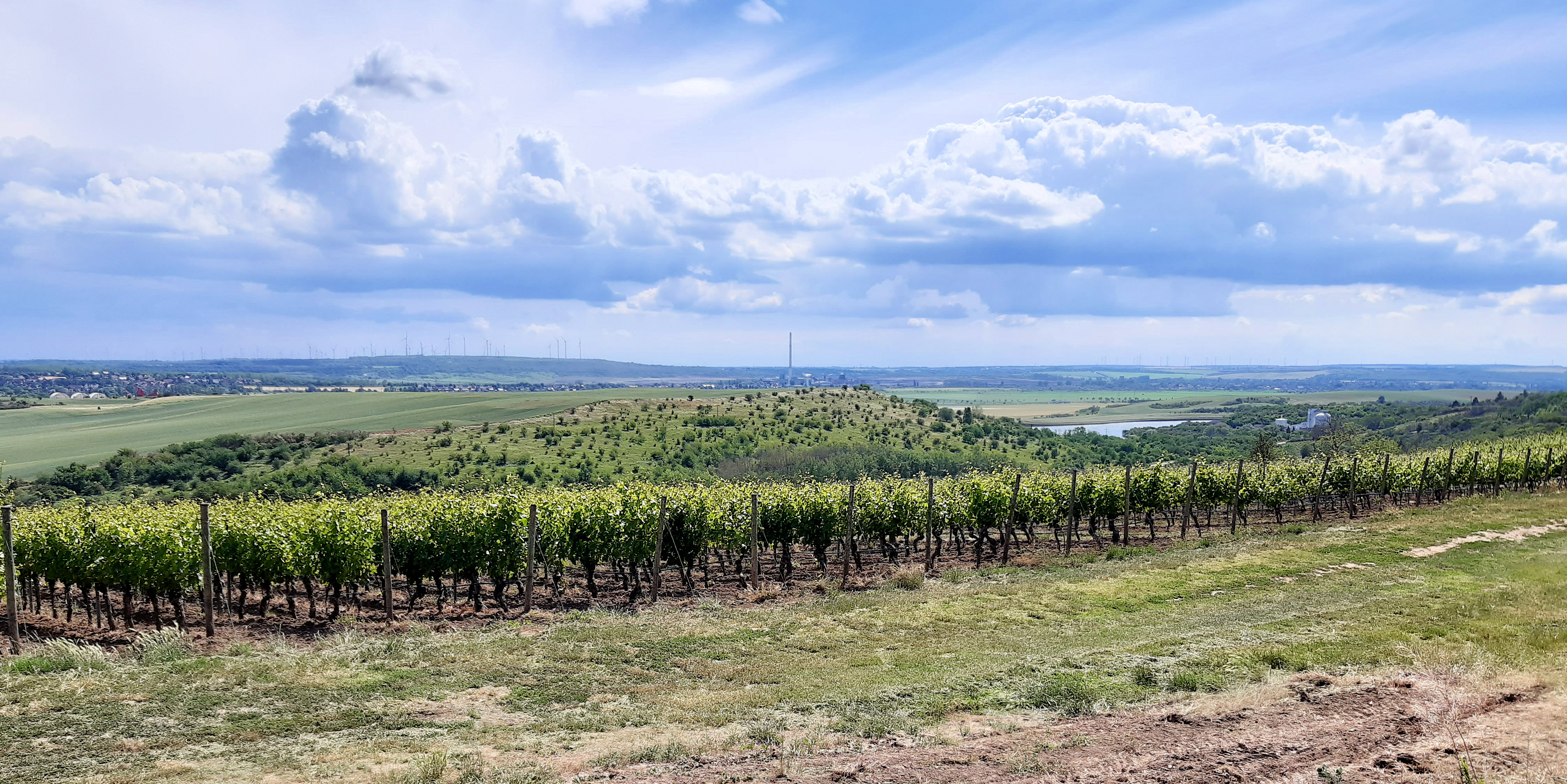
Weinbau zwischen Höhnstedt und Langenbogen

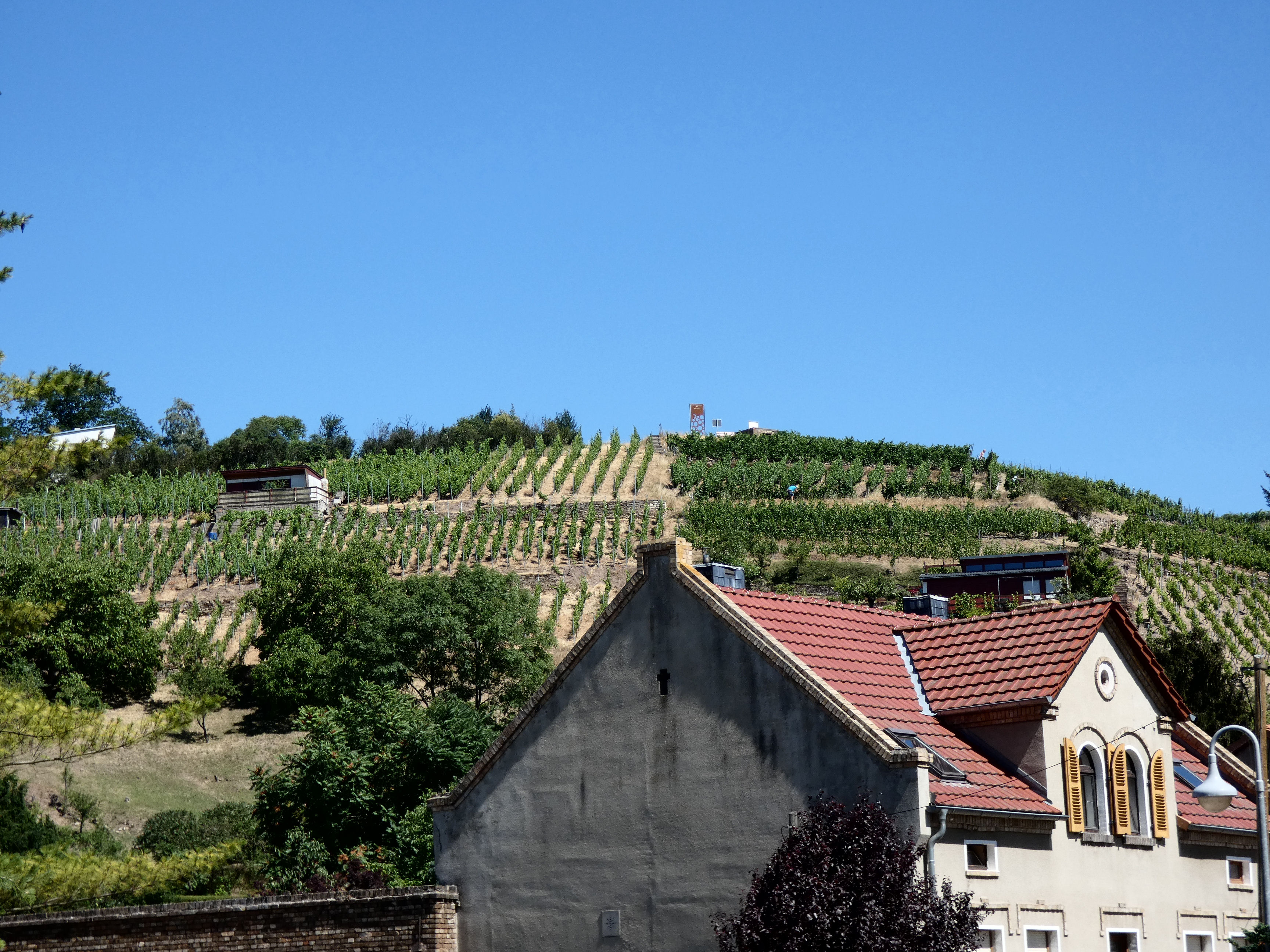
Weinberg in Rollsdorf

Der Bereich Mansfelder Seen ist ein eigenständiger Weinanbaubereich im Weinbaugebiet Saale-Unstrut. Es werden Rebstöcke auf insgesamt etwa 90 Hektar bewirtschaftet, das entspricht rund 14 Prozent des gesamten Weinanbaus im Weinbaugebiet.

## Lagen und Rebsorten
Der Bereich Mansfelder Seen umfasst die Weinlagen zwischen der Lutherstadt Eisleben und Zappendorf in Sachsen-Anhalt sowie die Weinberge in Werder (Havel) in Brandenburg. Sechs private Weingüter in den Orten Höhnstedt, Seeburg und Rollsdorf sowie mehrere große Obstbaubetriebe und etwa 100 Nebenerwerbswinzer als Mitglieder der Winzervereinigung Freyburg (Unstrut) bewirtschaften die Weinberge des Bereiches und vermarkten den Großteil der Ernte. Daneben gibt es auch einige kleinere private selbstvermarktende Weinbaubetriebe.
Als Hauptrebsorten werden Blauer Portugieser, Roter Traminer, Grüner Silvaner, Weißer Burgunder, Weißer Gutedel, Riesling sowie Müller-Thurgau angebaut.
Die überwiegend trocken ausgebauten Weine werden hauptsächlich unter der Großlagenbezeichnung Höhnstedter Kelterberg vermarktet. In der Gemarkung Beyernaumburg befindet sich noch eine groß- und einzellagenfreie Rebfläche.
In Werder (Havel) werden die Weinberge von privaten Winzern betrieben und von einem Förderverein unterstützt.
Die Hauptrebsorten sind Dornfelder, Regent, Müller-Thurgau, Kernling, Saphira und Sauvignon Blanc.

## Einzellagen
- Westerhäuser Königstein
- Höhnstedter Kreisberg
- Höhnstedter Steineck
- Stedtener Pastorenstieg
- Seeburger Himmelshöhe
- Höhnstedter Steiger
- Werderaner Wachtelberg (Brandenburg)
- Werderaner Galgenberg (Brandenburg)
- Phöbener Wachtelberg (Brandenburg)